# Berliner Verkehrsbetriebe

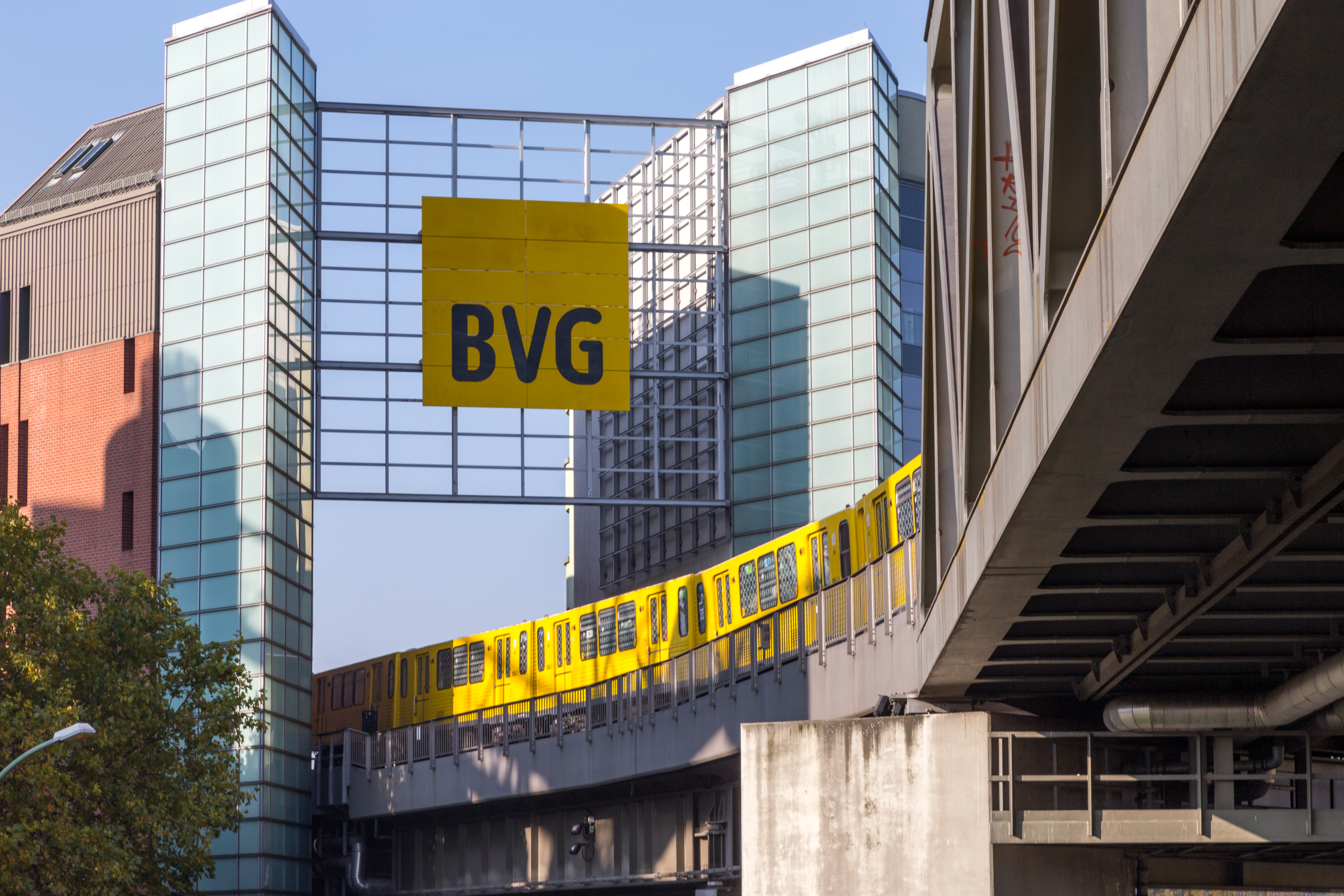
BVG – U-Bahn-Brücke Landwehrkanal

Die Berliner Verkehrsbetriebe (ehemals Berliner Verkehrs-Aktiengesellschaft), kurz: BVG, sind ein Verkehrsunternehmen für den Öffentlichen Personennahverkehr (ÖPNV) in Berlin in der Rechtsform einer Anstalt des öffentlichen Rechts. In Berlin sowie im Umland (Agglomeration Berlin) betreibt die BVG die U-Bahn Berlin, die Straßenbahn Berlin, den Busverkehr in Berlin und den Fährverkehr in Berlin, nicht jedoch die S-Bahn. Die BVG ist Mitglied im Verkehrsverbund Berlin-Brandenburg (VBB) und im Verband Deutscher Verkehrsunternehmen (VDV).

## Geschichte

### Bis 1990
Vor der Bildung von Groß-Berlin als Einheitsgemeinde 1920 gab es verschiedene, voneinander unabhängige Unternehmen, die öffentlichen Personennahverkehr durchführten. So gab es die 1868 privat gegründete Allgemeine Berliner Omnibus-Actien-Gesellschaft (ABOAG), die 1897, ebenfalls privat, entstandene Gesellschaft für elektrische Hoch- und Untergrundbahnen in Berlin (Hochbahngesellschaft) und zahlreiche Straßenbahnunternehmen. Die meisten Straßenbahnbetriebe wurden nach dem Ersten Weltkrieg zusammengeführt und gingen in dem am 13. Dezember 1920 gegründeten Kommunalbetrieb Berliner Straßenbahn auf. Aufgrund massiver finanzieller Probleme wurde dieser städtische Straßenbahnbetrieb am 8. September 1923 aufgelöst und die privatrechtliche Berliner Straßenbahn-Betriebs-GmbH gegründet, die den Betrieb am 10. September zunächst nur mit einem deutlich reduzierten Liniennetz und Fahrplanangebot aufnehmen konnte.
Es gab jedoch weder aufeinander abgestimmte Fahrpläne noch Fahrpreise. Dies wurde als ein untragbarer Zustand empfunden, besonders wegen des mit fast 900 km² riesigen Stadtgebiets. Ernst Reuter, der 1926 das Dezernat für Verkehr und Versorgungsbetriebe im Magistrat übernahm, setzte sich für die Beendigung dieses Missstandes ein. Am 9. März 1927 schlossen die Berliner Straßenbahn-Betriebs-Gesellschaft, die Hochbahngesellschaft und die Allgemeine Berliner Omnibus AG den sogenannten Interessengemeinschafts-Vertrag, mit dem am 15. März 1927 das Tarifsystem des 20-Pfennig-Einheitstarifs zwischen den drei Verkehrsmitteln in Kraft trat. Der Tarif erlaubte das einmalige Umsteigen innerhalb eines Verkehrsmittels beziehungsweise zur Straßenbahn oder U-Bahn, ab dem 1. Januar 1928 auch zum Autobus.
Bereits zum Jahresanfang 1928 skizzierte Ernst Reuter seine Gedanken zum weiteren Ausbau des Berliner Verkehrs in der Zeitung Vorwärts und ging vor allem auf geplante Fahrzeugbeschaffungen und Finanzierungsfragen ein.
Es stellte sich heraus, dass der Tarif des sogenannten Interessengemeinschafts-Vertrags nicht ausreichend war, um einen fairen Interessenausgleich zwischen den drei Unternehmen herbeizuführen. Jedes wirtschaftete weiterhin für sich allein. Die privaten Bus- und U-Bahn-Gesellschaften waren jedoch gegenüber der im Besitz der Stadt Berlin befindlichen Straßenbahn-Gesellschaft steuerlich benachteiligt. Da keine Privataktionäre Anteile an der Straßenbahn-Gesellschaft hielten, war nur für diese die Befreiung von der Körperschafts- und Vermögensteuer möglich. Auf die Hochbahn entfiel zudem das höchste Investitionsvolumen. Sie zahlte hohe Steuern auf ihr Kapital, auf sie entfiel jedoch nur ein relativ geringer Umsatz.
Um diese Probleme unter einem gemeinsamen Dach zu beheben, wurde am 10. Dezember 1928 die Berliner Verkehrs-Aktiengesellschaft (BVG) mit einem Kapital von 400 Millionen Reichsmark gegründet.

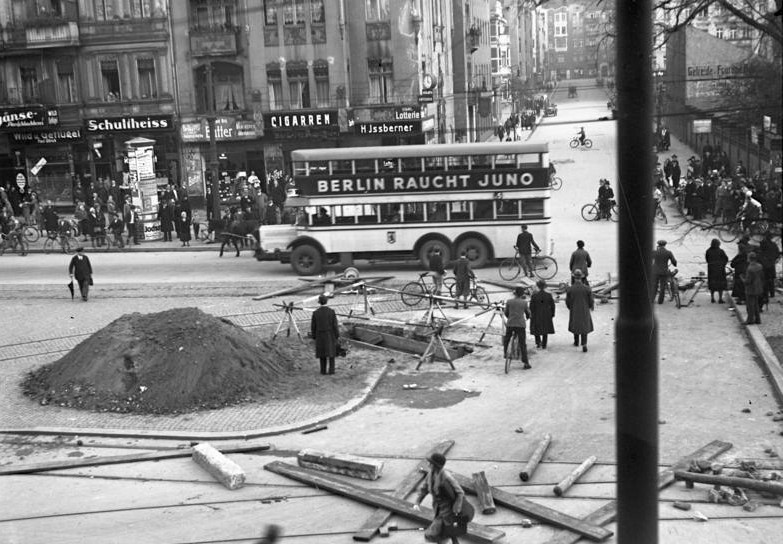
BVG-Streik 1932; Barrikaden in Schöneberg

Am 1. Januar 1929 nahm die Gesellschaft den Betrieb auf. Wenige Wochen nach der Gründung der BVG wurden umfangreiche Pläne zum Ausbau des Schnellbahnnetzes vorgestellt, von denen aber nur ein Teil umgesetzt werden konnte.
Der Streik bei der Berliner Verkehrs-AG vom November 1932 gehörte zu den spektakulärsten Arbeitskämpfen in der Endphase der Weimarer Republik.
In der Zeit des Nationalsozialismus ernannte der Staatskommissar für Berlin, Julius Lippert, den NSDAP-Politiker und späteren Waffen-SS-Soldaten Johannes Engel zum Aufsichtsratschef der BVG. Der Vorstand und die meisten leitenden Angestellten wurden gekündigt oder entmachtet. 1934 wurde Wilhelm Benninghoff zum Betriebsführer ernannt. Im Zweiten Weltkrieg setzte die BVG rund 4000 Zwangsarbeiter ein, für die das Unternehmen ein eigenes Barackenlager baute.

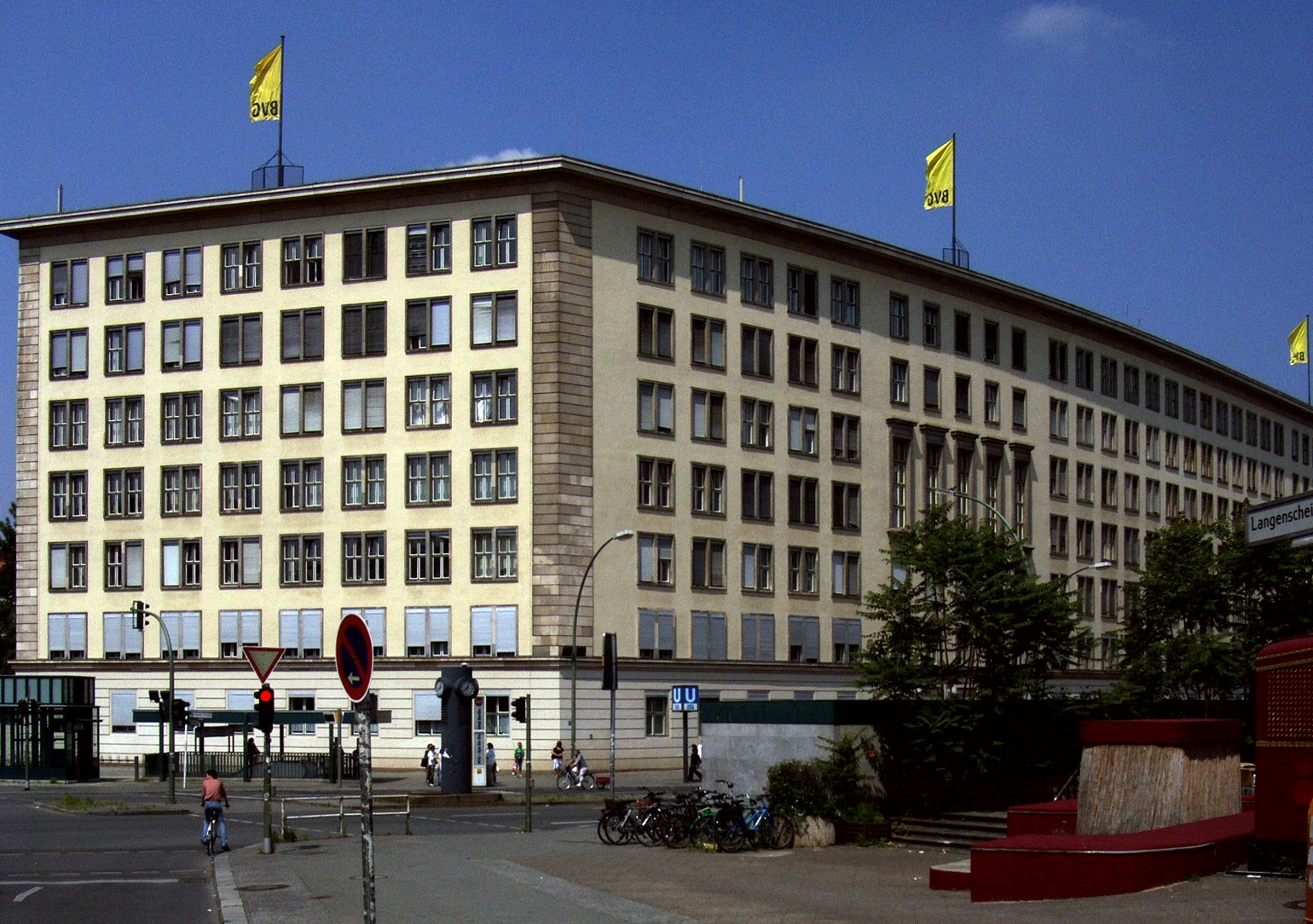
BVG-Hauptverwaltung von 1945 bis 2008 in Schöneberg

Am 1. Januar 1938 wurde das Unternehmen unter der Bezeichnung Berliner Verkehrs-Betriebe (BVG) ein Eigenbetrieb der Stadt Berlin. Aufgrund der Teilung Berlins bildete sich am 1. August 1949 eine eigene BVG-Verwaltung in Ost-Berlin, die ab 1. Januar 1969 unter der Bezeichnung VEB Kombinat Berliner Verkehrsbetriebe (BVB) firmierte.

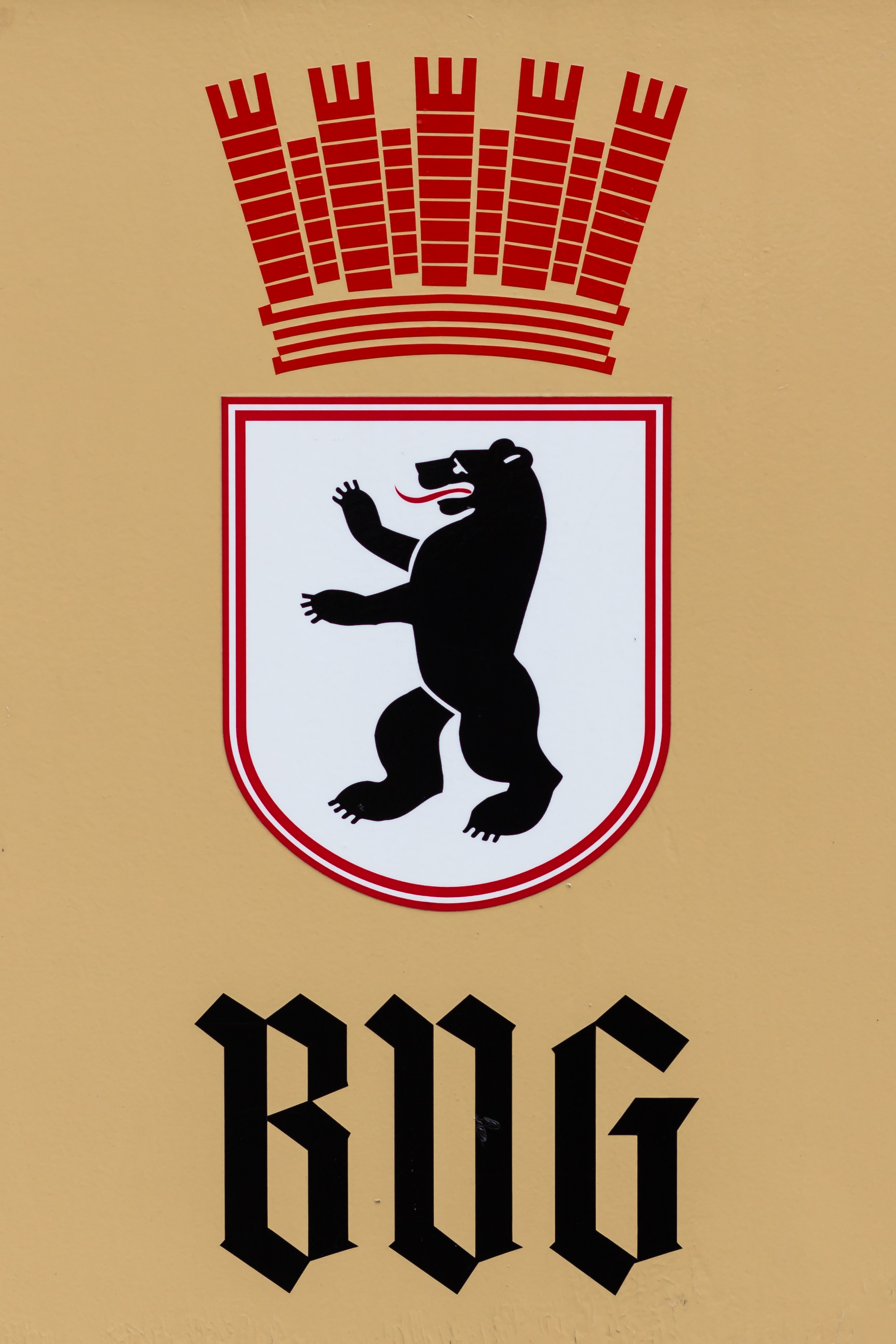
Historisches Emblem der BVG (frühestens 1935 und spätestens 1968)

Im Jahr 1972 wurde die BVG durch das Lied Mensch Meier (Album Keine Macht für Niemand) der Band Ton Steine Scherben über die Berliner Grenzen hinaus berühmt. Es prangerte die damaligen Fahrpreiserhöhungen an und forderte zum Schwarzfahren auf („Ne, ne, ne, eher brennt die BVG“).
Zwischen 1984 und 1994 betrieb die BVG in West-Berlin die S-Bahn Berlin und zwischen 1989 und 1991 die M-Bahn.

### Seit 1990
Als Folge der deutschen Wiedervereinigung fusionierten BVG (West) und BVB (Ost) am 1. Januar 1992 unter dem Namen Berliner Verkehrsbetriebe (BVG). 1994 wurde die BVG in eine Anstalt des öffentlichen Rechts umgewandelt.
Am 12. Dezember 2004 führte die BVG ein sogenanntes Metronetz ein. Die Metrolinien, zu denen sowohl MetroTram- als auch MetroBus-Linien gehören, verbinden nachfragestarke Bereiche auf dem möglichst kürzesten Weg. Diese Linien verkehren 24 Stunden am Tag, in der Regel werktags zwischen 6 und 21 Uhr mit einem Mindesttakt von 10 Minuten.
Im August 2008 verlegte die BVG ihren Hauptsitz in die neue BVG-Zentrale im Trias-Gebäude in der Nähe des Bahnhofs Jannowitzbrücke. Die neuen Räumlichkeiten sind angemietet. Die bisherigen Standorte an der Potsdamer Straße sowie an der Rosa-Luxemburg-Straße (heutiges Grenander-Haus) wurden weitgehend aufgegeben und für 36 Millionen Euro veräußert. Der Umzug in den Trias kostete zehn Millionen Euro, die Monatsmiete im Trias betrug 246.000 Euro, ab 2014 waren es 256.500 Euro und ab 2019 knapp 266.000 Euro. Hinzu kommen Nebenkosten in Höhe von 95.000 Euro. Die Gebäude an den bisherigen Standorten wurden von der BVG 2008 verkauft, die Bus- und U-Bahn-Leitstellen waren dort noch zur Miete bis 2015 untergebracht. Seit August 2015 befindet sich die U-Bahn-Betriebsleitstelle in einem Neubau auf dem Gelände der Betriebswerkstatt Friedrichsfelde.
Seit 1. September 2024 kann in Berliner Bussen nicht mehr mit Bargeld bezahlt werden.
Tarifkonflikt zwischen Verdi und BVG 2025
Ende 2024 kam es wieder zu einem Tarifkonflikt zwischen der BVG und der Gewerkschaft Verdi. Die Gewerkschaft sowie die Mitarbeiter fordern eine Erhöhung beim Basisgehalt von +750 €/Monat sowie eine Laufzeit von 12 Monaten. Es kam zu zahlreichen Warnstreiks. Die neueste Angebot der BVG verspricht 375 € pro Monat sowie eine Laufzeit von 24 Monaten. Damit war die Gewerkschaft noch nicht einverstanden. Deshalb hat sie sich mit ihren Mitgliedern auf einen unbefristeten Streik geeinigt.
Trotzdem haben sowohl BVG als auch Verdi für eine externe Schlichtung entschieden. Die Schlichtung übernahmen Bodo Ramelow (für Verdi) und Matthias Platzeck (für die BVG). Währenddessen herrscht bis 10. April 2025 „Streikverbot“.

## Unternehmen
Die BVG ist zur Anwendung des Deutschen Corporate Governance Kodex und des Landesgleichstellungsgesetzes verpflichtet. Sie wurde im Jahr 2012 für ihr Betriebliches Gesundheitsmanagement mit dem Exzellenz-Siegel des Corporate Health Award in der Kategorie Verkehr/Handel/Logistik ausgezeichnet.

### Finanzen
Die BVG bestreitet ihre Ausgaben neben den Fahrgeld- und sonstigen Einnahmen durch öffentliche Zuwendung. Der Kostendeckungsgrad ohne Berücksichtigung der Zuschüsse lag 2007 bei 67 %. Im Jahr 2013 konnte er auf 99 % gesteigert werden. 2014 erzielte die BVG mit einem handelsrechtlichen Ergebnis von 7,4 Millionen Euro erstmals in der Unternehmensgeschichte ein positives Geschäftsergebnis (schwarze Null), das nicht auf Sondereffekten beruhte.

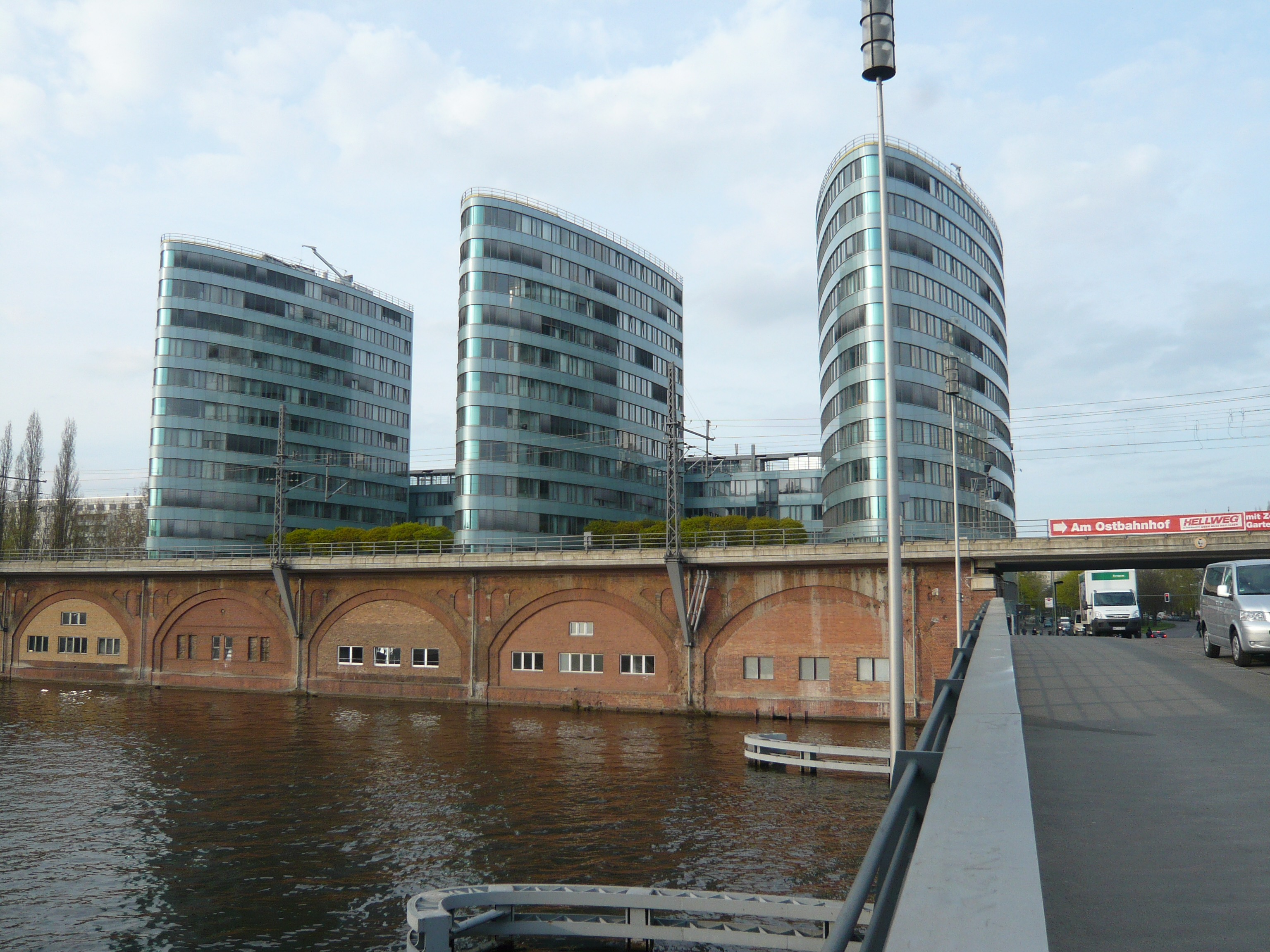
Trias-Gebäude, Sitz der BVG seit 2008

| Jahr | Umsatzerlöse | Öffentliche Zuwendung | Ergebnis     |
| ---- | ------------ | --------------------- | ------------ |
| 2005 | 0644 Mio. €  | 412 Mio. €            | 235 Mio. €   |
| 2006 | 0636 Mio. €  | 307 Mio. €            | −23 Mio. €   |
| 2007 | 0624 Mio. €  | 308 Mio. €            | −59 Mio. €   |
| 2008 | 0601 Mio. €  | 272 Mio. €            | −246 Mio. €  |
| 2009 | 0662 Mio. €  | 283 Mio. €            | −66 Mio. €   |
| 2010 | 0666 Mio. €  | 281 Mio. €            | −78 Mio. €   |
| 2011 | 0678 Mio. €  | 289 Mio. €            | −71 Mio. €   |
| 2012 | 0700 Mio. €  | 264 Mio. €            | −58 Mio. €   |
| 2013 | 0741 Mio. €  | 268 Mio. €            | −17 Mio. €   |
| 2014 | 0800 Mio. €  | 283 Mio. €            | 7 Mio. €     |
| 2015 | 0821 Mio. €  | 286 Mio. €            | 18,3 Mio. €  |
| 2016 | 1186 Mio. €  | 305 Mio. €            | 11,7 Mio. €  |
| 2017 | 1201 Mio. €  | 303 Mio. €            | 12,9 Mio. €  |
| 2018 | 1237 Mio. €  | 307 Mio. €            | 31,2 Mio. €  |
| 2019 | 1295 Mio. €  | 305 Mio. €            | −58,2 Mio. € |
| 2020 | 1212 Mio. €  | 389 Mio. €            | 0,4 Mio. €   |
| 2021 | 1298 Mio. €  | 469 Mio. €            | 3,5 Mio. €   |
| 2022 | 1337 Mio. €  | 496 Mio. €            | 3,4 Mio. €   |

Die Daten entstammen den Geschäftsberichten der BVG der Jahre 2005–2022 und beziehen sich jeweils auf den Konzern.

### Beteiligungen
| BVG Beteiligungsholding Verwaltungsgesellschaft mbH (BBV), Berlin                                     | 100 %  |
| BVG-Fahrzeugfinanzierungsgesellschaft mbH, Berlin                                                     | 100 %  |
| BVG-AusBildungs-Campus (ABC) gGmbH, Berlin                                                            | 100 %  |
| BVB Bus-Verkehr-Berlin KG Omnibus-Betriebs- und Verwaltungsgesellschaft mbH & Co., Berlin             | 25,1 % |
| VerkehrsConsult Dresden-Berlin GmbH (VCDB), Dresden                                                   | 25,1 % |
| VDV eTicket Service GmbH & Co. KG, Köln                                                               | 2,3 %  |
| IFB Institut für Bahntechnik GmbH, Berlin                                                             | 6,7 %  |
| Partner für Berlin Holding Gesellschaft für Hauptstadt-Marketing mbH, Berlin                          | 4,1 %  |
| BVG Beteiligungsholding GmbH & Co. KG (BBH), Berlin beteiligt an:                                     | 100 %  |
| • URBANIS GmbH (URBANIS), Berlin                                                                      | 100 %  |
| • BT Berlin Transport GmbH (BT), Berlin                                                               | 100 %  |
| • IOB Internationale Omnibusbahnhof-Betreibergesellschaft mbH (IOB), Berlin                           | 100 %  |
| • BVG Projekt GmbH (PRG), Berlin, früher Projektrealisierungs GmbH U5, Berlin (PRG U5), früher NESKom | 100 %  |

Über ihr Tochterunternehmen URBANIS GmbH vermietet sie Objekte für Gewerbe- und Wohnungsmieter in ihren Verkehrsanlagen, auf ihren Liegenschaften und auf öffentlichem Straßenland.

### Direktoren und Vorstandsvorsitzende
Die BVG wurde seit ihrer Gründung im Jahr 1929 jeweils von bis zu fünf Direktoren geleitet. Die Liste gibt einen unvollständigen Überblick über die Direktoren der BVG (West) und der Vorstandsvorsitzenden ab 1994.
| Name                                       | von  | bis  |
| ------------------------------------------ | ---- | ---- |
| Fritz Brolat                               | 1929 | 1931 |
| Ernst Lüdtke                               | 1929 | 1933 |
| Wilhelm Majerczik                          | 1929 | 1930 |
| Gotthard Quarg                             | 1929 | 1933 |
| Hermann Zangemeister                       | 1929 | 1933 |
| Wilhelm Bennighoff                         | 1933 | 1938 |
| Georg Thomas                               | 1933 | 1934 |
| Max Reschke                                | 1934 | 1937 |
| Alfred Lorenz                              | 1935 | 1938 |
| Otto Ulmer                                 | 1937 | 1945 |
| Max Mroß                                   | 1939 | 1945 |
| Franz Fink                                 | 1939 | 1945 |
| Walter Schneider                           | 1945 | 1963 |
| Wilhelm Knapp                              | 1945 | 1949 |
| Walter Struwe                              | 1945 | 1970 |
| Johannes Warnke                            | 1945 | 1960 |
| Fritz Neubecker                            | 1947 | 1968 |
| Richard Timm                               | 1952 | 1958 |
| Karl König                                 | 1960 | 1965 |
| Heinz Goltz                                | 1966 | 1975 |
| Alfred Silber                              | 1969 | 1979 |
| Joachim Piefke („Der Mann mit der Fliege“) | 1971 | 1986 |
| Bruno Frank                                | 1972 | 1982 |
| Hans-Erhardt von Knobloch                  | 1977 | 1986 |
| Willi Diedrich                             | 1980 | 1988 |
| Harro Sachße                               | 1983 | 1994 |
| Helmut Döpfer                              | 1986 |      |
| Konrad Lorenzen                            | 1988 | 1994 |
| Rüdiger vorm Walde                         | 1994 | 2001 |
| Andreas von Arnim                          | 2002 | 2005 |
| Andreas Sturmowski                         | 2005 | 2010 |
| Sigrid Evelyn Nikutta                      | 2010 | 2020 |
| Eva Kreienkamp                             | 2020 | 2023 |
| Henrik Falk                                | 2024 |      |

Nach dem überraschenden Tod von Andreas von Arnim im Frühjahr 2005 wurde im Herbst desselben Jahres nach längerer Suche Andreas Sturmowski neuer Vorstandsvorsitzender der BVG, dessen Vertrag 2010 nicht verlängert wurde. Der Aufsichtsrat der BVG wählte am 28. Mai 2010 Sigrid Evelyn Nikutta zur Vorstandsvorsitzenden, die ihre Position am 1. Oktober 2010 antrat. Nachdem Nikutta Ende 2019 zu DB Cargo gewechselt hatte, wurde Eva Kreienkamp als neue BVG-Chefin bestimmt. Am 27. April 2023 wurde sie von der Gewährträgerversammlung der BVG freigestellt, was überregionale Beachtung in der Presse fand. Zum 1. Januar 2024 ist Henrik Falk als Vorstandsvorsitzender von der Hamburger Hochbahn zurück zur BVG gewechselt.
Homophobie-Affäre und Berichterstattung über die Entlassung von Eva Kreienkamp
Noch vor ihrer Abberufung als Vorstandsvorsitzende hatte Eva Kreienkamp in der Süddeutschen Zeitung (SZ) gesagt, sie sei 2020 bei Amtsantritt überrascht gewesen, wie viel das Verkehrsunternehmen im Bereich Diversität noch nachzuholen habe. Außerdem berichtete sie von mehreren Beschäftigten, die aufgrund eines homophoben Klimas gekündigt hätten. Auch nach ihrer Freistellung wiederholte sie gegenüber der Zeit, dass es bei der BVG „bis in die obersten Gremien hinein“ queerfeindliche Strukturen gebe und brachte auch die Entscheidung des Aufsichtsrates mit ihrem Einsatz für ein tolerantes Unternehmensklima in Verbindung.
Aus einem vom Tagesspiegel zitierten Statement Kreienkamps auf LinkedIn geht hervor, dass sie noch Ende April 2023 Veränderungsbedarf hinsichtlich Diversität sah. Gleichzeitig erhoben nicht namentlich genannte, mutmaßlich männliche Angestellte nunmehr im Tagesspiegel verschiedene Vorwürfe, wonach Kreienkamp keine Führungsstärke, wohl aber „Kommunikationsschwäche“ bewiesen habe. Weiter zitierte der Tagesspiegel einen „leitenden Angestellten“, es sei „‚völliger Quatsch‘“, die Behauptung aufzustellen, Kreienkamp hätte „Angst vor einem angeblichen Klima der Intoleranz gehabt.“ Weiter heißt es im Artikel: „Da habe sie schlicht Paranoia“. Ebenso warf „ein Beschäftigter“ Kreienkamp Desinteresse vor; sie habe sich lieber mit ihrem Smartphone beschäftigt, statt sich an Gesprächen zu beteiligen. Ansonsten habe sie sich nur mit anderen Führungskräften umgeben. Queer.de berichtete über die erhebliche Divergenz der Berichterstattung zur Abberufung der Vorstandsvorsitzenden, wonach die Süddeutsche Zeitung im Gegensatz zum Tagesspiegel die Unternehmenskultur der BVG thematisierte und als „‚unterirdisch‘“ kommentierte. Während der Tagesspiegel nach eigener Recherche erklärte, die Darstellung der SZ sei „übertrieben“, attestierte die Süddeutsche Zeitung der BVG, dass die Homophobie-Vorwürfe nicht nur vorerst unaufgearbeitet blieben, sondern die Abberufung Kreienkamps auch „ein schlechtes Signal“ für eine eventuelle Aufklärung der Vorwürfe sei.

## Liniennetz
Die Größe des Einzugsgebietes wird von der BVG mit „fast 1000 km²“ angegeben, in dem danach „rund 3,4 Millionen Menschen“ leben. Zum Vergleich: Nach offiziellen Angaben hat allein die Stadt Berlin 3.685.265 Einwohner auf einer Fläche von 891,68 km². 

### U-Bahn

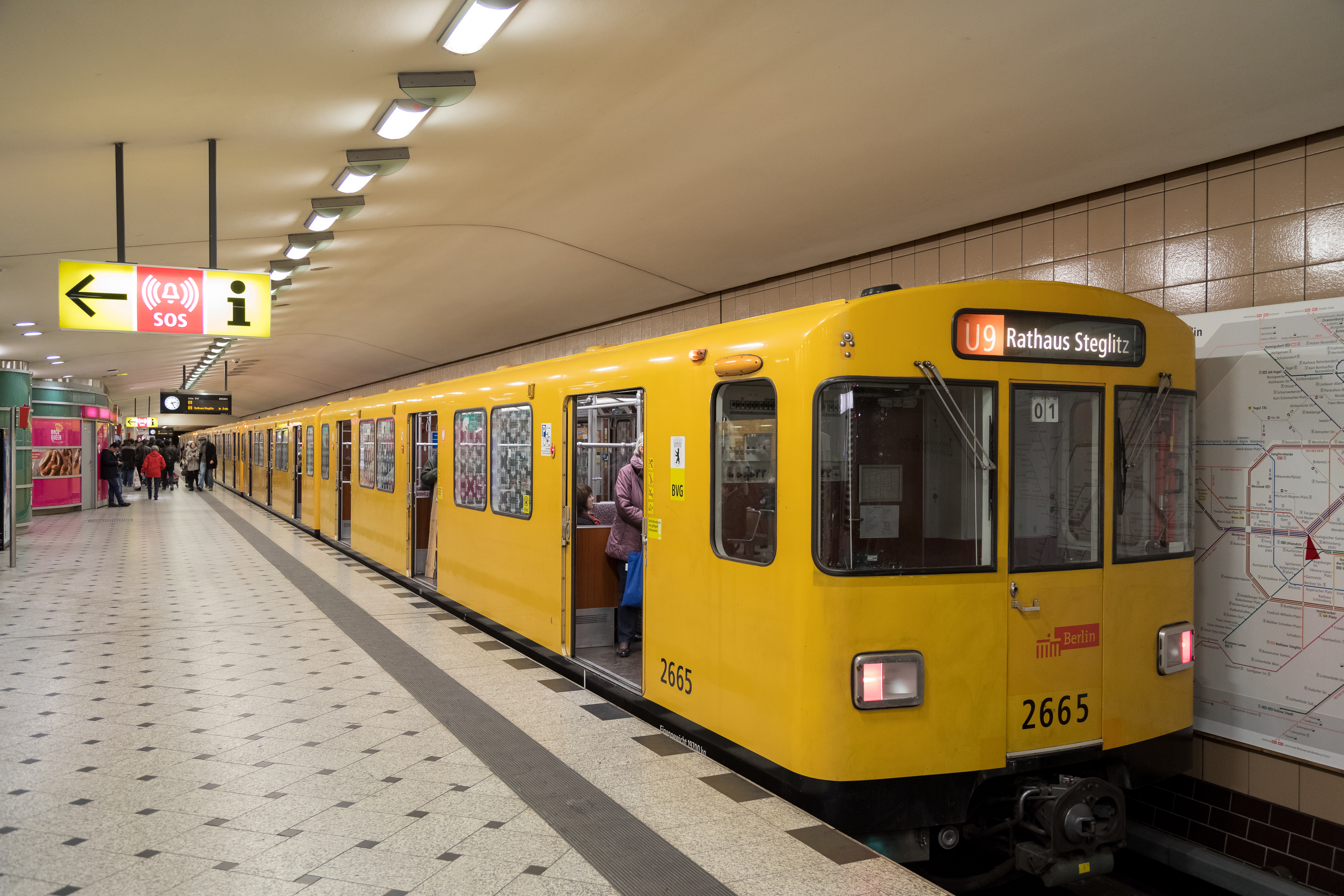
U-Bahn-Zug der Baureihe F am Zoologischen Garten

Die BVG ist Betreiber des – gemessen an Streckenlänge und Anzahl der Stationen – größten U-Bahn-Netzes im deutschsprachigen Raum. Tagsüber sind täglich neun U-Bahn-Linien in Betrieb, zudem wird in den Wochenendnächten (Freitag auf Samstag und Samstag auf Sonntag) durchgehender Betrieb angeboten (außer auf der kürzesten Linie U4).

### Straßenbahn

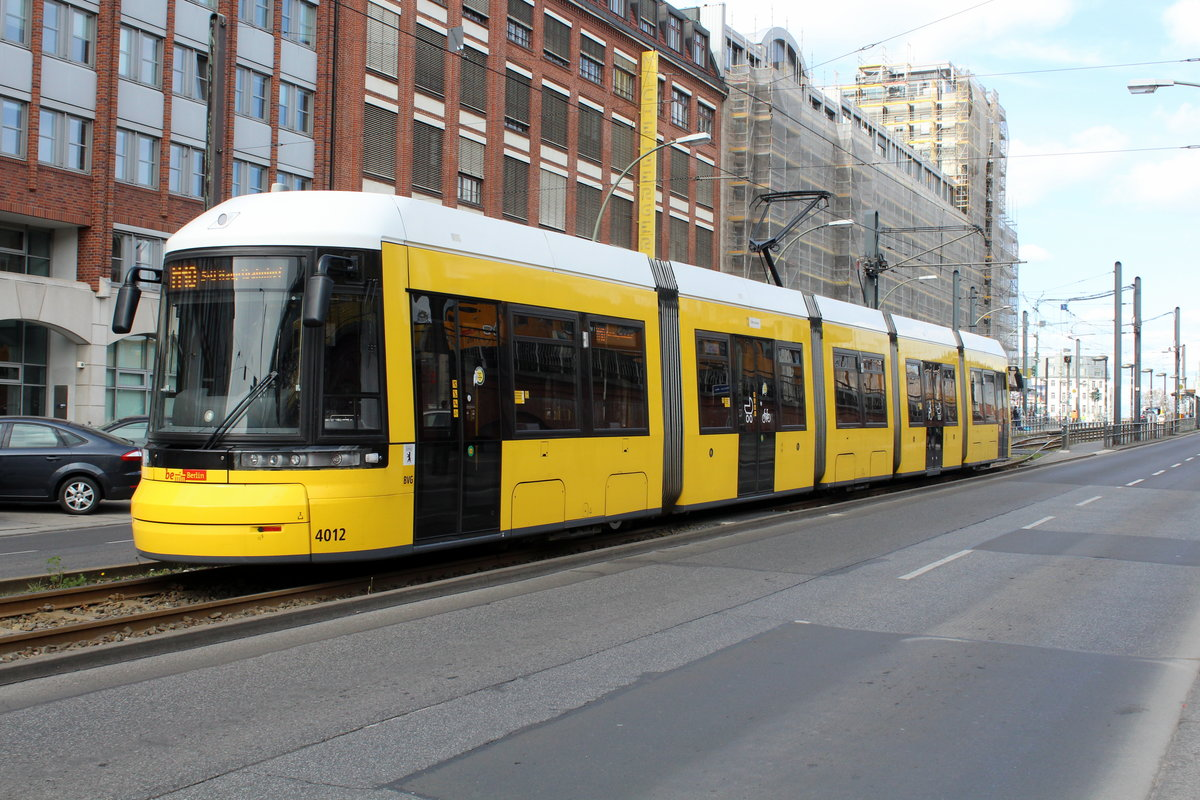
Niederflur-Straßenbahnwagen Flexity Berlin

Die BVG betreibt 22 Straßenbahnlinien, davon neun MetroTram-Linien im 24-Stunden-Betrieb, die tagsüber mindestens im 10-Minuten-Takt und nachts mindestens im 30-Minuten-Takt befahren werden.
Bedingt durch unterschiedliche verkehrspolitische Doktrin im damaligen West- und Ost-Berlin wurde die Straßenbahn im Westteil der Stadt einst gänzlich eingestellt und abgebaut, während sie im Ostteil der Stadt bis heute ein bedeutsames Verkehrsmittel ist. Mittlerweile erfolgt wieder eine schrittweise Erweiterung der Strecken von Osten ausgehend in die ehemaligen Westbezirke.

### Omnibus

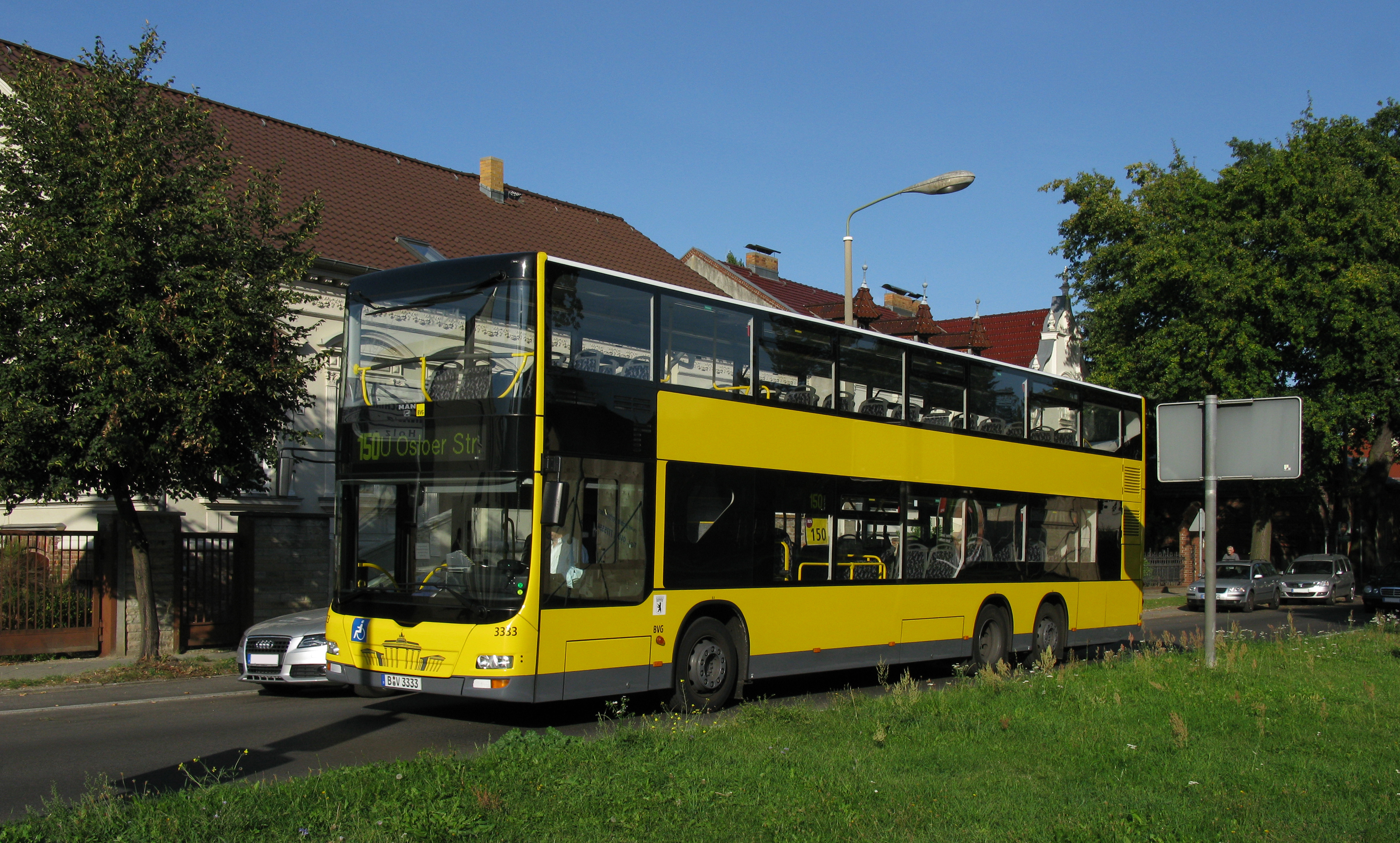
Doppeldeckerbus (Typ MAN Lion’s City DD) auf der Linie 150

Die BVG besitzt eine eigene Flotte von Stadtbussen diverser Typen. Dazu zählen neben den bekannten Doppeldeckerbussen auch Eindeckerbusse und seit den 1990er Jahren Schubgelenkbusse. Auf peripheren Linien und im Spätverkehr werden teilweise Klein- und Midibusse (von Subunternehmen) eingesetzt.
Tagsüber bietet die BVG 152 Stadtbuslinien, davon 19 Metrobuslinien im 24-Stunden-Betrieb („M“-Linien) sowie 14 Express-Buslinien („X“-Linien) an. Dazu kommen 49 Nachtbuslinien („N“-Linien).
In einem Testprojekt wurden von August 2015 bis Oktober 2019 auch Batteriebusse planmäßig eingesetzt. Diese waren auf der Linie 204 (Berlin-Südkreuz–Zoologischer Garten) im Einsatz.
Bis Oktober 2019 wurden zur Elektrifizierung der Busflotte insgesamt 30 Elektrobusse der Hersteller Solaris und Mercedes-Benz geliefert. Die Serienmodelle der Busse sind zwölf Meter lange Eindecker mit Platz für 70 Fahrgäste. Der klimatisierte Mercedes-Bus hat eine Reichweite von 150 Kilometern und wird per Kabel geladen. Diese fahren hauptsächlich auf den Linien 142, 194, 259, 300 und 347.
Seit 27. August 2020 kommen auf der Linie 200 elektrische Gelenkbusse vom Typ Solaris Urbino 18 electric zum Einsatz.

### Fähren

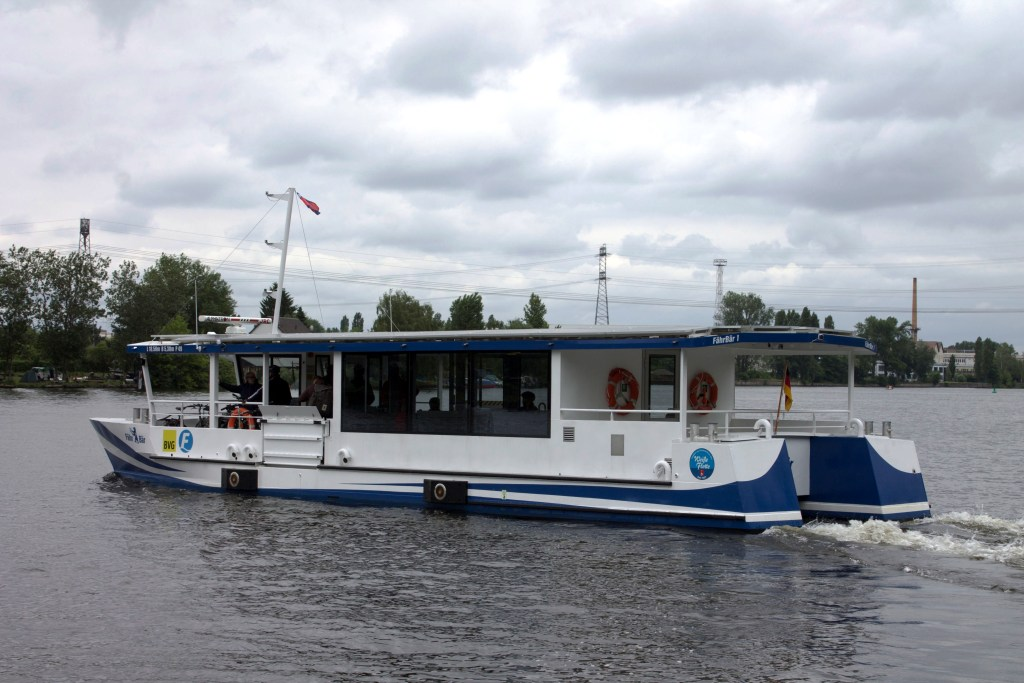
Solarfähre der Weiße Flotte Stralsund im BVG-Fährverkehr

Die BVG bietet über Subunternehmen sechs Fährlinien innerhalb Berlins an, davon drei nur in der Sommersaison. Fünf Linien betreibt die Weiße Flotte GmbH (Stralsund) und eine Linie (F10) die Stern und Kreisschiffahrt GmbH Berlin.

### Mitfahrdienste / Ridepooling
Seit September 2022 wird im Osten Berlins der Ridepooling-Mobilitätsdienst Muva für den Verkehr zwischen 4.000 Haltepunkten und auch zu den Aufzügen der S- und U-Bahnhöfe in einem Gebiet des Tarifbereichs B angeboten. Er kann über eine Mobilfunk-App oder auch telefonisch zu einem Ergänzungstarif zum Berliner Nahverkehrsticket gebucht werden.

### Informationssysteme
In den drei Unternehmensbereichen U-Bahn, Bus und Straßenbahn der BVG werden unter anderem folgende Systeme eingesetzt:
- Rechnergestütztes Betriebsleitsystem (RBL), bei der U-Bahn: Leit-, Informations- und Sicherungssystem (LISI)
- IVU.Suite (IVU) zur Fahrzeug- und Personaldisposition bei Bus, U-Bahn und Straßenbahn
- Dynamisches Auskunfts- und Informationssystem (DAISY) (dynamische Fahrgastinformation)
- Digitale Funksysteme Tetrapol (Bus) und TETRA (U-Bahn)
- Analoges Funksystem (Straßenbahn)

## Ehemaliger Betrieb

### S-Bahn
In der Zeit vom 9. Januar 1984 bis zum 31. Dezember 1993 war die BVG Betreiber der S-Bahn-Linien in West-Berlin. Die S-Bahn-Linien im Ostteil der Stadt wurden hingegen weiter von der Deutschen Reichsbahn betrieben. Mit der Zusammenführung von Deutscher Reichs- und Bundesbahn übernahm zum 1. Januar 1994 die zum selben Zeitpunkt gegründete bundeseigene Deutsche Bahn AG den Betrieb.

### O-Bus
Von 1933 bis 1965 existierten in den Bezirken Spandau und Steglitz zwei nicht miteinander verbundene Oberleitungsbus-Systeme mit bis zu drei Linien:
- A31 vom Spandauer Hauptbahnhof (seit 1997 Stresow) zur Gartenstadt Staaken (Länge 6,7 km),
- A32 vom U-Bahnhof Breitenbachplatz zum Bahnhof Marienfelde (9,4 km) und
- A97 (A33 seit 1951) vom Bahnhof Steglitz nach Mariendorf, Kaiserstraße (4,8 km) als Ersatz der letzten meterspurigen Straßenbahnlinie.

Bei der BVG-Ost gab es vier Oberleitungsbus-Linien in den Bezirken Mitte, Friedrichshain, Prenzlauer Berg und Lichtenberg:
- O40 vom Ostbahnhof zum Robert-Koch-Platz
- O14 zwischen Loeperplatz in Lichtenberg und Bahnhof Lichtenberg. Mit der Verlängerung bis zur Kreuzung Grunerstraße Ecke Klosterstraße erhielt sie die Liniennummer O30.
- O30 Mit einer weiteren Verlängerung über Alexanderplatz, Greifswalder Straße, Dimitroffstraße (seit 1990: Danziger Straße), Leninallee (seit 1992: Landsberger Allee) und dem Forckenbeckplatz zum Loeperplatz. Am 29. April 1954 wurde die Linie zum Ostring geschlossen.
- O37 Leninallee Ecke Dimitroffstraße zum Bahnhof Lichtenberg, die aus den Omnibuslinien A41 und A37 entstand

Das O-Bus-Netz erreichte mit 45,5 Kilometern Streckenlänge seine größte Ausdehnung.
Im Rahmen des Nahverkehrsplans 2019–2023 war die Errichtung eines Oberleitungsbusnetzes in Spandau vorgesehen, das anfangs aus den vier Linien M32, M49, X49 und X34 mit einer Gesamtlänge von 25 Kilometern bestehen sowie die in Spandau geplanten Straßenbahnstrecken ergänzen sollte. Dabei sollten aus städtebaulichen Gründen nur Teile des Streckennetzes mit Oberleitungen elektrifiziert werden und die Fahrzeuge dementsprechend mit zusätzlichen Akkus ausgestattet werden, die als Streckenlader während der Fahrt aufgeladen werden sollten. Im Endausbau waren 15 Linien sowie eine Netzlänge von 235 Kilometer vorgesehen, wovon 148 Kilometer mit Oberleitungen ausgestattet sein sollten. Für den Betrieb waren 190 Fahrzeuge vorgesehen, die sich in 115 Gelenkbusse und 75 Doppelgelenkbusse aufteilten. Die Kosten für die Infrastruktur und die Fahrzeuge sollten ca. 300 Millionen Euro betragen. Als erster Abschnitt war ab 2025 die Umstellung der Linie M32 vorgesehen, wobei dort Doppelgelenkbusse eingesetzt werden sollten. Als Baubeginn war 2023 vorgesehen. Im Oktober 2022 wurde beschlossen, die Planungen einzustellen und stattdessen elektrische Doppelgelenkbusse einzusetzen, die an den Endstellen aufgeladen werden sollen.

### M-Bahn
Ab 1983 wurde in West-Berlin in der Nähe des Potsdamer Platzes eine 1,6 Kilometer lange Magnetbahn für den Nahverkehr gebaut, die sogenannte M-Bahn. Ihre Trasse wurde aber aufgrund der Wiedervereinigung West- und Ost-Berlins für den Wiederaufbau der durch den Mauerbau getrennten U-Bahn-Linie U2 benötigt, daher wurde die M-Bahn 1992 wieder abgebaut und ihre Weiterentwicklung eingestellt. Ein geplanter Wiederaufbau zwischen dem Bahnhof Flughafen Schönefeld und dem Flughafengebäude zerschlug sich daraufhin binnen kurzer Zeit.

### Mitfahr- und Sammeltaxidienste
Von September 2018 bis Juli 2022 betrieb die BVG zusammen mit dem Startup ViaVan, einem Joint Venture aus Via und Mercedes-Benz Vans, den Ridesharing-Dienst (Anruf-Sammeltaxi) BerlKönig. Der nur per Mobiltelefon-App buchbare Dienst war kein Taxi-Angebot und kein Tür-zu-Tür Service und die Betreiber sahen sich auch nicht als Konkurrenz zum Taxi, sondern als Erweiterung des ÖPNV. Sie nutzten hier eine Experimentierklausel im § 2 Abs. 7 des Personenbeförderungsgesetzes (PBefG), die die praktische Erprobung neuer Verkehrsarten oder Verkehrsmittel auf Zeit, wie diesen atypischen Busverkehr mit Haltepunkten, gestattet.
BerlKönig hatte sein Einsatzgebiet innerhalb des östlichen S-Bahn-Ringes sowie im sogenannten Komponistenviertel in Weißensee, dem Gebiet um die Michelangelostraße sowie einem Streifen, der vom nördlichen Prenzlauer Berg und Gesundbrunnen bis zur Bornholmer Straße reicht. Dazu zählten ebenfalls Friedrichshain-Kreuzberg und Mitte. Rund 5000 Zustiegspunkte wurden in dem Areal definiert, etwas über 600 an normalen Bushaltestellen, der Rest waren sogenannte „virtuelle Haltestellen“, meist an Straßenkreuzungen.
Des Weiteren wurde seit August 2019 ein digitaler Rufbus unter dem Namen BerlKönig BC zwischen dem U-Bahnhof Rudow und dem brandenburgischen Schulzendorf erprobt.
Der BerlKönig-Dienst wurde im Juli 2022 eingestellt.

## Service

### Ersatzleistungen
Die BVG bietet für ihre Dienstleistungen eine Garantie an:
- Verschmutzte Kleidung wird auf Kosten der BVG gereinigt, wenn die Ursache von der BVG zu vertreten ist.
- Fahrtkosten werden erstattet (in Form eines Fahrscheins oder in der Zeit zwischen 23 und 5 Uhr Taxikosten bis 25 Euro), wenn eine Fahrzeitverlängerung von mehr als 20 Minuten gegenüber dem aktuellen Fahrplan auftritt und die Ursache durch die BVG zu vertreten ist.[53]

Sollten Streitigkeiten auftreten, die sich nicht klären lassen, können sich Kunden vor einer gerichtlichen Auseinandersetzung an die Schlichtungsstelle Nahverkehr Ost wenden.
Seit September 2010 bietet die BVG in Kooperation mit Taxi Berlin einen Taxi-Ersatzverkehr. Dieser soll insbesondere kurzfristig Ausfälle auffangen, bis beispielsweise Ersatzbuslinien eingerichtet werden.
Die Fahrt ist in den von der BVG gerufenen Großraumtaxis mit dem Hinweis „Ersatzverkehr im Auftrag der BVG“ kostenlos. Die Fahrgäste können jedoch nicht selbst ein Taxi bestellen.

### Fundbüro
In den Verkehrsmitteln der BVG werden täglich eine Unzahl an verschiedensten Dingen verloren und viele davon auch wiedergefunden. Die BVG stellt eine Fundsachendatenbank öffentlich zur Verfügung. Das Fundbüro befindet sich jetzt in der Rudolfstraße 1–8, 10245 Berlin-Friedrichshain und ist dort verkehrsgünstig am S+U Warschauer Straße gelegen.

### Archiv
Die BVG hat in ihrem Archiv Dokumente zu 150 Jahren des Berliner Nahverkehrs, darunter etwa 200.000 Fotografien. Dieses befindet sich im über 100 Jahre alten Straßenbahnhof Köpenick.

### Sicherheit
Im Jahr 2023 registrierte die BVG 4.181 Gewalttaten in Bussen, Bahnen und Bahnhöfen, die höchste Zahl seit zehn Jahren. Dazu zählen Körperverletzungen, Nötigungen, Raubüberfälle und Sexualdelikte, was etwa 11,5 pro Tag entspricht. Hinzu kommen rund 4.000 registrierte Taschendiebstähle, rund 2.500 weitere Diebstähle, 2.000 Sachbeschädigungen, mehr als 1.000 Drogendelikte und knapp 700 Beleidigungen. Insgesamt kam es zu 14.825 registrierten Straftaten, was einen leichten Anstieg bedeutet. Die Zahl der Taschendiebstähle und Sachbeschädigungen ist gesunken.
Die BVG-Beschäftigten, darunter die 250 Wachleute und Sicherheitskräfte, wurden seltener angegriffen als in den Jahren zuvor. Diese Zahl sank von 338 auf 250, wobei es 2014 noch 661 Straftaten gegen BVG-Beschäftigte gegeben hatte. Der größte Teil dieser Delikte waren stets Körperverletzungen.
Hohe Kosten verursachen Vandalismus und Graffiti-Schmierereien. Im Jahr 2023 kostete die Beseitigung der Schäden 4,9 Millionen Euro, also 13.424 Euro pro Tag. Zur Graffitiprävention schuf die BVG eine Sonderkommission (Team Soko Graffiti).
Die Berliner Polizei fragte in 9.252 Fällen wegen Verbrechen Videoaufzeichnungen aus den 6.672 Kameras in Bahnen, Bussen oder Bahnhöfen ab.
Insgesamt schätzt die BVG das Sicherheitsniveau, gemessen an den Fahrgastzahlen, als nach wie vor sehr hoch ein.
Im Jahr 2021 wurde die Petition „Stoppt Diskriminierung und Gewalt durch Kontrolleure in öffentlichen Verkehrsmitteln“ gegründet und hat seitdem 38.685 Unterschriften bekommen.
Die Sicherheitsdienstleister der BVG haben in den letzten Jahrzehnten wiederholt unverhältnismäßige Gewalt angewendet, auch mit vermutlich rassistischen Motiven.
Ebenfalls kam es wiederholt zu rassistischen Beleidigungen in den letzten Jahrzehnten.
Am 18. Januar 2025 ist ein Rollstuhlfahrer im U-Bahnhof Brandenburger Tor tödlich verunglückt, auf rbb-Anfrage teilt die BVG schriftlich mit: „Im Fokus steht die Frage, wie es trotz der hohen und umfangreichen Sicherheitsaspekte zu diesem tragischen Unfall kommen konnte.“ Zuvor war bereits 2020 laut verschiedener Berliner Zeitungen ein sechsjähriges Mädchen von einer U-Bahn 70 Meter mitgeschleift worden.

## Erscheinungsbild
Ab Ende der 1980er Jahre ließen sich die Berliner Verkehrsbetriebe von der Firma MetaDesign ein Corporate Design entwickeln. Dieses legte nach der Vereinigung von BVG (West) und BVB (Ost) für Fahrzeuge, Haltestellen, Informations- und Leitsysteme sowie für Briefschaft das Erscheinungsbild inklusive Farben und Schriftarten und -größen fest. Dieses Corporate Design findet Anwendung und wird bei Bedarf (beispielsweise für Farben neuer Linien) entsprechend weiterentwickelt.

### Farben
Die wichtigsten Farben waren wie folgt festgelegt:
| Zweck                  | Farbname       | RAL      | CMYK        | RGB (Hex)               |
| ---------------------- | -------------- | -------- | ----------- | ----------------------- |
| Grundfarbe BVG-Logo    | Verkehrsgelb   | RAL 1023 | 0,5,100,0   | 240, 215, 34 (#F0D722)  |
| Produktsignets         |                |          |             |                         |
| Grundfarbe U-Bahn      | Verkehrsblau   | RAL 5017 | 100,50,0,10 | 17, 93, 145 (#115D91)   |
| Grundfarbe Tram        | Verkehrsrot    | RAL 3020 | 0,100,100,0 | 190, 20, 20 (#BE1414)   |
| Grundfarbe Bus         | Verkehrspurpur | RAL 4006 | 40,100,0,0  | 149, 39, 110 (#95276E)  |
| Grundfarbe Fähre       | Lichtblau      | RAL 5012 | 80,20,0,0   | 82, 141, 186 (#528DBA)  |
| U-Bahn-Linien          |                |          |             |                         |
| Kennfarbe U1           | Gelbgrün       | RAL 6018 | 70,0,100,10 | 125, 173, 76 (#7DAD4C)  |
| Kennfarbe U2           | Blutorange     | RAL 2002 | 0,85,100,0  | 218, 66, 30 (#DA421E)   |
| Kennfarbe U3           | Türkisgrün     | RAL 6016 | 100,30,80,0 | 0, 122, 91 (#007A5B)    |
| Kennfarbe U4           | Verkehrsgelb   | RAL 1023 | 0,5,100,0   | 240, 215, 34 (#F0D722)  |
| Kennfarbe U5           | Rehbraun       | RAL 8007 | 55,80,90,10 | 126, 83, 48 (#7E5330)   |
| Kennfarbe U6           | Blaulila       | RAL 4005 | 55,65,0,5   | 140, 109, 171 (#8C6DAB) |
| Kennfarbe U7           | Lichtblau      | RAL 5012 | 80,20,0,0   | 82, 141, 186 (#528DBA)  |
| Kennfarbe U8           | Enzianblau     | RAL 5010 | 100,60,0,20 | 34, 79, 134 (#224F86)   |
| Kennfarbe U9           | Pastellorange  | RAL 2003 | 0,55,100,0  | 243, 121, 29 (#F3791D)  |
| Fahrzeuge              |                |          |             |                         |
| Fahrzeuge Dach         | Verkehrsweiß   | RAL 9016 | 5,0,0,0     | 252, 255, 255 (#FCFFFF) |
| Fahrzeuge Hauptflächen | Verkehrsgelb   | RAL 1023 | 0,5,100,0   | 240, 215, 34 (#F0D722)  |
| Fahrzeuge Bodenbereich | Schiefergrau   | RAL 7015 | 15,0,0,80   | 89, 91, 98 (#595B62)    |

Die Omnibusse erhalten inzwischen zur Vereinfachung nur noch eine einheitliche Lackierung in Verkehrsgelb ohne die Abweichungen bei den weißen Dächern und grauen Schürzen.

### Typografie
Die Typografie der BVG-Hausschrift ist FF Transit. Dies ist eine speziell für die Ansprüche eines Verkehrsunternehmens entwickelte Schriftart. Die gebräuchlichen Piktogramme und Signets sind als Zeichen in speziellen Zeichensätzen abgelegt. Diese für die BVG entwickelte Schriftart wird mittlerweile auch von anderen Verkehrsunternehmen in Deutschland eingesetzt. Sie basiert auf der Schriftenfamilie Frutiger des Typografen Adrian Frutiger und wurde von MetaDesign ab Ende der 1980er Jahre für die Verwendung im Rahmen von Fahrgastinformationen überarbeitet. Die Hausschrift wird nicht mehr durchgängig verwendet. So zeigt das Magazin Typojournal zahlreiche „Schriftenvergehen“ auf, unter anderem bei Fahrscheinentwertern, Dienstkleidung und Stationsbeschilderungen.

### Markenklang
Am 18. Mai 2022 wurde erstmals „eine neue, ganzheitliche akustische Markenidentität geschaffen“, indem seitdem vor allem vor Ansagen und Informationen jetzt der „BVG-Markenklang“ ertönt. Als Grundmelodie unter „Standard-Gong“, „Info-Gong“ und „Ansage“ wurde der markante Beginn des bekannten neuseeländisch-deutschen Liedes Schöne Maid verwendet.

### Schilder
Schilder für die Fahrgastinformation und Wegweisung im Bereich von Haltestellen und BVG-Einrichtungen mit Publikumsverkehr liefert die Soester Firma Mabeg Kreuschner aus dem ARCUS-System mit einer gewölbten Ausführungsvariante.

## Kommunikation

### KundenmagazinPLUS
Seit 1996 gab die BVG (davor ab April 1990 „BVG aktuell“) monatlich das Kundenmagazin PLUS in gedruckter Form und als PDF in elektronischer Form heraus. Das Heft, das kostenlos in Bussen, Straßenbahnen und an U-Bahnhöfen ausgelegt war, enthielt Informationen zum Nahverkehr sowie über Berliner Attraktionen. Die erste Ausgabe des Kundenmagazins, damals noch unter dem Namen BVG-Aktuell, erschien im Dezember 1989. Die erste Ausgabe unter dem neuen Namen PLUS (Abkürzung für: Positiv Leistungsstark und Sicher) erschien am 1. Juli 1996. Anfangs wurde das Magazin als Instrument der Kundenbindung betrachtet. Mit der Gründung des BVG-Clubs mit besonderen Angeboten für Abonnenten wurde BVG-PLUS stärker ein Instrument der Öffentlichkeitsarbeit. Monatlich wurden rund 225.000 PLUS-Magazine gedruckt.
Nach 33 Jahren erschien im Dezember 2023 die 325. und damit letzte Ausgabe. Laut BVG sei das Magazin nicht mehr gefragt, weil immer mehr Fahrgäste statt des gedruckten Heftes zum Smartphone greifen, um sich tagesaktuell zu informieren.

### Jelbi App
Seit Juni 2019 bietet die BVG die App Jelbi an, mit der die kürzesten Routen intermodal durch Nutzung verschiedener Mobilitätspartner gefunden werden können. Ziel der BVG und deren Partner ist die „Erprobung einer multimodalen und intermodalen Mobilitätsplattform“. Neben dem Kauf von BVG-Tickets können unter anderem E-Scooter, Fahrräder sowie Leihautos gebucht werden. Zudem sind sogenannte Hubs eingerichtet, an denen die verschiedenen Verkehrsmittel für den Umstieg bereitstehen. Dazu gehören im Osten Berlins die Fußgängerzone vor dem Busbetriebshof in der Indira-Gandhi-Straße und eine frei zugängige Fläche an der Kreuzung Danziger Straße / Landsberger Allee. Die entsprechenden Haltestellen der hier kreuzenden Verkehrsmittel erhielten den Namen Jelbi-Station. – Eine Exklusivität zwischen der BVG und den Partnerunternehmen besteht nicht.
Die Berliner Beauftragte für Datenschutz kritisierte, dass die App „nicht als datenschutzkonform“ zu bewerten sei.

### Werbekampagnen
Für eine Werbekampagne engagierte die BVG 2015 den Sänger Kazim Akboga, der als Fahrkartenkontrolleur in einer U-Bahn seinen Song Is mir egal aufführte. Das Video verbreitete sich schnell viral und erreichte bald über zwölf Millionen Aufrufe. Nach diesem Erfolg startete die BVG in der preisgekrönten Kampagne „Weil wir dich lieben“ zahlreiche weitere Werbeaktionen, um das Image des Unternehmens zu verbessern. Hier werden mit großem Erfolg unter Einsatz der „Berliner Schnauze“ Themen rund um den ÖPNV, die Stadt Berlin und die Gesellschaft als Ganzes humoristisch aufbereitet und mit der BVG verknüpft. Mit einer weiteren Werbekampagne im Dezember 2019 erregte die BVG Aufmerksamkeit, sie bewarb sich vermeintlich um den Titel „Weltkulturerbe“. Im Dezember 2021 kam eine weitere Werbekampagne namens „Hanfticket“, wo es um eine Fahrkarte ging, welche aus Cannabis bestand. Damit wurden „beruhigte Feiertage“ beworben. Insgesamt 7000 Stück dieser Tickets hat die BVG zum Verkauf angeboten. Jedoch war der Erfolg diesmal nicht so hoch wie bei den anderen Aktionen, da nach Aktionsende ca. 20 % der Cannabis-Fahrkarten keinen Käufer fanden. Laut Aussage des Unternehmens war es trotzdem zufrieden über die Leistung der Werbekampagne.